# Maurice Verdeun

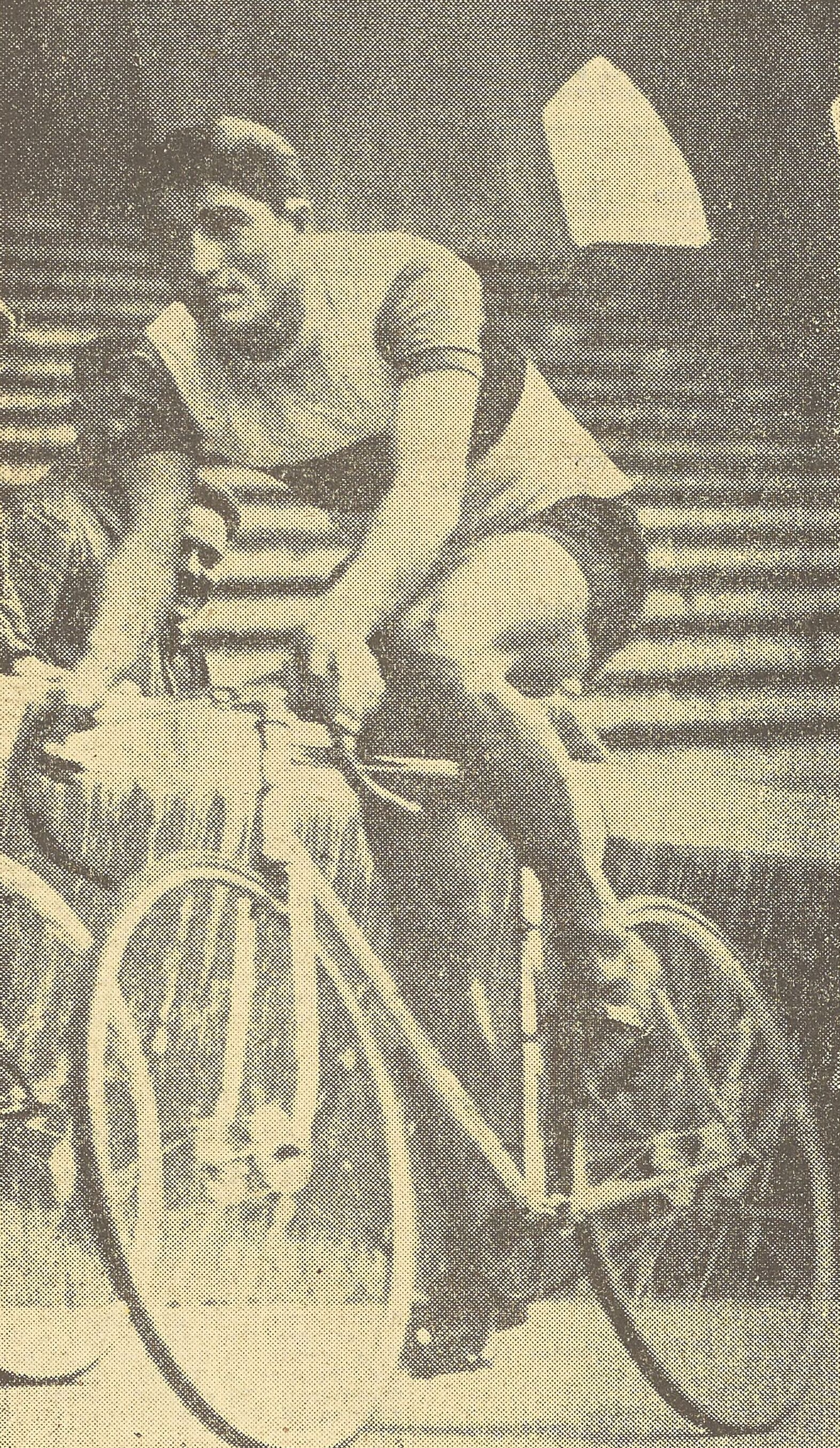
Maurice Verdeun

Maurice Verdeun (geboren am 2. Februar 1929 in Bordeaux; gestorben am 13. Oktober 2014 in Eysines) war ein französischer Bahnradsportler.
1950 war das erfolgreichste Jahr von Maurice Verdeun: Er wurde Weltmeister im Sprint der Amateure, Französischer Meister und gewann den Grand Prix de Paris. 1951 wurde er Französischer Vize-Meister im Sprint.
Nach Beendigung seiner sportlichen Laufbahn übernahm Verdeun das Spielwarengeschäft der Familie in Bordeaux „Jouets Maurice Verdeun“, das von seinem Vater gegründet worden war und heute von seinen Kindern geführt wird.